# Lionel, LLC
Lionel, LLC es una compañía que diseña e importa trenes de juguete y modelos de ferrocarril, basada en Chesterfield Township, Míchigan. Sus raíces se remontan a 1969, cuando la línea de productos Lionel es comprada por el conglomerado cerealero General Mills.
Aunque Lionel LLC tiene ahora la propiedad de casi todas las marcas asociadas con Lionel Corporation, el fabricante original de Lionel fundado en 1900, no hay ninguna conexión entre las dos compañías.
Según los papeles presentados el 21 de mayo de 2007, con un plan de reorganización por el pedido de quiebra, alrededor del 95% de las ventas de la compañía son de trenes escala 0. El plan estima que se venden trenes escala 0 por alrededor de $70 millones cada año, y Lionel tiene cerca del 60% de ese mercado, convirtiéndose de esa manera en el más grande fabricante de trenes escala 0.

## La era MPC (General Mills)
Luego de la quiebra, Lionel Corporation vendió las herramientas para la fabricación de sus productos y licenció la marca a General Mills en 1969, quien manejó Lionel como una división de su subsidiaria Model Products Corporation. Sin embargo, General Mills no compró la compañía. La Lionel Corporation se convirtió en un holding e invirtió en una serie de empresas, incluyendo lo que se convertiría en una cadena de jugueterías de la Costa Este conocida como "El Mundo del Tiempo Libre de Lionel" ("Lionel Leisure World.").
Debido a las medidas para reducir costos que implementó General Mills, la producción de trenes y juguetes con la marca Lionel volvió a ser rentable, pero a veces a expensas de la calidad. Los detalles fueron a menudo sacrificados, y muchas de las piezas que continuaban siendo metálicas fueron reemplazadas por piezas de plástico moldeado. Muchos de los cambios de MPC continúan al día de hoy, el más notable es el uso de Delrin para fabricar las puntas de los ejes y las vías, dos cambios hechos para reducir la fricción y permitir trenes más largos. En 1973 MPC también experimentó con una línea de autos llamados "O estándar", los cuales eran de escala 1:48 (muchos productos de Lionel de posguerra y MPC eran más pequeños, a escala 0). La falla del experimento se atribuye generalmente a que MPC no hizo locomotoras y vagones de cola en escala 1:48, para que hagan juego con estos automóviles; cuando el experimento se repitió en la década de 1980 con locomotoras de tamaño apropiado, tuvo más éxito.
Una reorganización interna después de 1973 causó que Lionel formara parte del grupo Fundimensions de General Mills. Aunque el tiempo en que Lionel fue propiedad de MPC fue relativamente corto, "MPC" es el término más comúnmente utilizado para la era de 1970-1985.
En 1979, General Mills resucitó la marca American Flyer y su línea de productos, la que había sido comprada por Lionel Corporation cuando su competidor entró en quiebra (la A. C. Gilbert Company de New Haven, Connecticut), varios meses antes de su propia quiebra en 1967. Los productos American Flyer producidos por Gilbert después de la Segunda Guerra Mundial están en una escala aproximada de 1:64, la cual es conocida como trocha S; su característica más distintiva, sin embargo, es que emplea una vía de dos rieles, en lugar de la vía de tres rieles del sistema Lionel.
Ausente por muchos años en el mercado, los trenes trocha S de Gilbert American Flyer no son considerados un competidor directo de los trenes Lionel en escala O de 1:48. Al día de hoy, Lionel produce trenes American Flyer trocha S en cantidades limitadas para coleccionistas.
El año 1982 fue malo para General Mills, que mudó la producción de trenes de Estados Unidos a México. Muchos aficionados de Lionel se enojaron simplemente porque los trenes habían sido fabricados en Estados Unidos por más de 80 años, mientras que otros criticaban la calidad de los trenes hechos en México. La producción de Lionel retornó a Estados Unidos en 1984. Durante ese tiempo, las oficinas corporativas se mantuvieron en Mount Clemens (luego Chesterfield), Míchigan.
Cuando General Mills se desprendió de su división Kenner-Parker en 1985, Lionel se convirtió en parte de Kenner-Parker. Lionel fue vendida otra vez en 1986, esta vez al coleccionista de trenes y desarrollador de bienes raíces, Richard P. Kughn de Detroit, Míchigan.

## La era Wellspring
Lionel cambió de manos otra vez en 1995, cuando Kughn vendió su parte de la compañía a un grupo de inversión que incluía a la estrella de rock Neil Young y al holding Wellspring Capital Management, la cual estaba dirigida por el antiguo director de Paramount Communications Martin Davis (que había dejado el directorio de Viacom, la cual había comprado a Paramount el año anterior). La nueva compañía pasó a ser conocida como Lionel LLC. Continuó comercializando los equipos clásicos, con tendencia a construirlos más detallados que los anteriores (con un precio más alto).
Además, Young, que en ese momento tenía el 20% de la empresa, ayudó a financiar el desarrollo del Trainmaster Command Control, una tecnología similar a Digital Command Control que permite, además de otras cosas, la operación de trenes Lionel por control remoto. Para popularizar este estándar, Lionel lo licenció a varios de sus competidores, incluyendo K-Line. Esta tecnología fue inventada por Neil Young. Originalmente fue licenciada a Lionel con la nombre Liontech. Otro elemento creado por Young fue el "Railsounds II", un sistema de sonido que reproduce fielmente el sonido de una locomotora en particular, con la electrónica y el altavoz incorporado en cada modelo.
Lionel, LLC continuó fabricando y comercializando trenes y accesorios en escala O con la marca Lionel y en escala S con la marca American Flyer. Mientras que muchos de los productos de American Flyer comprenden reediciones usando las viejas herramientas de Gilbert de la década de 1950, los equipos en escala O son una combinación de nuevos diseños y reediciones. Lionel también incursionó en la escala HO al momento de escribir este artículo, con éxito limitado.
En 2001, Lionel cerró su última planta de fabricación en Estados Unidos, subcontratando la producción en Corea y China. Mientras que este cambió resultó ser impopular entre los fans más antiguos, la reacción fue menor en comparación con el traslado de la producción a México en la década de 1980. La compañía también licenció la marca Lionel a varias firmas, quienes han comercializado varios productos con su nombre desde 1995.
La película de Navidad de 2004 El Expreso Polar, basada en el libro para niños del mismo nombre, le dio a Lionel su primer gran éxito en años. Lionel produjo un tren basado en la película, y la escasez debido a una demanda no prevista causó mucha publicidad. Varios artículos de prensa relataban la búsqueda de un tren por parte de un periodista, y algunos distribuidores remarcaron los precios por encima del precio de venta sugerido de $229. Los trenes se vendían en eBay con precios de compra inmediata de $449 cuando Lionel ordenó una producción adicional, pero dijo que no podría satisfacer la demanda hasta marzo del año siguiente. Aunque muchos criticaron a la empresa por no producir más trenes, la gestión de Lionel definió el modelo como un gran éxito.
En 2006, el tren eléctrico Lionel ingresó en el National Toy Hall of Fame, junto al Easy Bake Oven. Fue la primera vez que lo hacía un juguete eléctrico. Ese mismo año, Lionel hizo un mayor esfuerzo para vender sus trenes fuera de las tiendas de hobbys, tales como FAO Schwarz, Macy's y Target. Para noviembre de 2006, la compañía reportó ganancias por $760.000 con $55 millones en ventas.
Esta era estuvo marcada por problemas legales. En abril del 2000, el competidor y antiguo socio MTH Electric Trains presentó una demanda por apropiación indebida de secretos comerciales contra Lionel, LLC, diciendo que uno de los subcontratistas de Lionel había adquirido los planos del diseño de una locomotora MTH y los utilizaron para diseñar locomotoras para Lionel. Adicionalmente, el 27 de mayo de 2004, Union Pacific Railroad demandó a Athearn y a Lionel por infringir sus marcas registradas debido a que ambas compañías colocaban los nombres y logos de UP (así como también los de varias compañías que UP adquirió con los años) en sus modelos de trenes, sin licencia. Mientras que Athearn llegó rápidamente a un arreglo y adquirió una licencia, Lionel se resistió al principio, argumentando que su compañía y las que la precedieron habían usado el nombre y los logos por más de 50 años y nunca pagó por ello ni se les pidió que lo hicieran. El 13 de septiembre de 2006, Lionel y UP llegaron a un acuerdo por $640.000, más una regalía sobre las ventas futuras.
La demanda por apropiación indebida de MTH finalmente fue a juicio, y el 7 de junio de 2004, un jurado en Detroit, Míchigan dictaminó que Lionel era responsable y debía pagarle a MTH la suma de $40.775.745. El 1 de noviembre de 2004, un juez federal confirmó la decisión del jurado. Lionel anunció que apelaría, y dos semanas más tarde se declaró en quiebra, citando la sentencia como la razón principal. El 14 de diciembre de 2006, la sentencia fue anulada en la apelación, alegando errores legales en el juicio por jurado, y se ordenó un nuevo juicio.
En septiembre de 2004, la empresa, ya con problemas, despidió a su director ejecutivo, Bill Bracy, y lo reemplazó por Jerry Calabrese, antiguo director de Marvel Comics y NASCAR. Junto a Bracy, otros 17 empleados de alto nivel fueron despedidos.
En julio de 2005, Lionel demandó a su competidor K-Line por robo de secretos comerciales. Las dos empresas llegaron a un arreglo fuera de la corte, pero el acuerdo se desmoronó rápidamente, dando lugar a que K-Line se declarara en quiebra y vendiera sus activos a Sanda Kan, un subcontratista chino que fabricaba productos para K-Line y Lionel. En enero de 2006, Sanda Kan licenció la marca K-Line y la propiedad intelectual a Lionel.
El 27 de marzo de 2008, un juez comercial aprobó el plan de reorganización de Lionel, incluido un acuerdo con MTH. Aunque los detalles debían permanecer confidenciales, la Associated Press informó que el arreglo de Lionel con MTH fue de $12 millones.
Una mudanza de Míchigan a Ohio en el verano boreal de 2009 afectó las operaciones, haciendo que las partes de reemplazo no pudieran enviarse hasta fines de agosto.

## Bancarrota
El 15 de noviembre de 2004, Lionel, LLC solicitó la protección de quiebra del Capítulo 11, citando los más de $40 millones de la demanda de MTH como el principal factor. En la presentación, figuran $55 millones de deuda y $42 millones en activos. El mayor acreedor garantizado era PNC Financial Services Corp., a quien se le debían $31 millones. El juicio con MTH no fue incluido en los $55 millones. El 26 de julio de 2006, el juez comercial que atendió la quiebra de Lionel ordenó que éste debía presentar un plan para salir de la bancarrota dentro de 75 días del veredicto del tribunal de apelaciones por la demanda de MTH. El 14 de diciembre de 2006, un tribunal federal de apelaciones determinó que la empresa tiene derecho a un nuevo juicio, y que su plan de reorganización debía ser presentada antes del 1 de marzo de 2007.
Subsecuentemente, el 27 de marzo de 2008 el juez Burton R. Lifland, del Juzgado de Quiebras de Estados Unidos en Nueva York, aprobó el plan de reorganización, permitiendo a la compañía encarar el camino para salir de la quiebra. De acuerdo al Director Ejecutivo de Lionel Gerald Calabrese, el plan era pagar a todos sus acreedores en su totalidad con intereses, mientras que la propia empresa también obtendría hasta $40 millones en préstamos para financiar su salida del Capítulo 11, pagar a sus acreedores y financiar su capital de trabajo necesario en el futuro.
En lo que respecta a la demanda de MTH, los documentos presentados recientemente reveló que Lionel acordó pagar a MTH $12 millones en efectivo para cubrir la demanda y una disputa que incluía una patente por una tecnología de echar humo. Calabrese y el abogado de MTH, Alec Ostrow, se negó a comentar sobre el acuerdo.
El plan del Capítulo 11 de Lionel también insta a la firma privada Guggenheim Corporate Funding a contribuir con $37,1 millones para la reorganización de la compañía Lionel, con lo cual ahora es propietaria del 48,6% de la nueva Lionel. Asimismo, el plan también prevé un aporte de los bienes del fallecido Martin Davis (expresidente de Paramount Communications Inc.) de $21,9 millones a Lionel, y los herederos de Davis ahora tendrán una cuota de 28,6% en la empresa reorganizada. La financiación de Guggenheim y de los bienes de Davis ascendieron a $59 millones para el plan de saneamiento; también están prestando a Lionel un adicional de $10 millones en el segundo derecho de retención de deuda. Como resultado, Calabrese esperaba que la compañía saliese de la quiebra "dentro de una semana".
Tras el plan de saneamiento, Neil Young ya no es un accionista minoritario en la empresa Lionel; sin embargo, Calabrese insiste en que la empresa quiere que Young participe, alegando que Neil tendrá una "función permanente en la empresa". Organizaron una reunión el 28 de marzo de 2008, y a pesar de que fue un encuentro formal, el resultado no fue anunciado. El 1 de mayo, Lionel salió totalmente de la quiebra.

## Valor de colección
El valor de colección de los trenes Lionel de la "era moderna" es limitado comparado con los trenes producidos por Lionel Corporation antes de 1969. Aunque actualmente es cada vez mejor, sólo ha habido un interés limitado por parte de los coleccionistas en los trenes fabricados por esta sucesión de entidades, de MPC a Lionel Trains Inc. y Lionel, LLC, especialmente si los artículos no están en perfectas condiciones y no incluyen la caja original. Además, el relanzamiento de Lionel ha disminuido un poco el valor de colección de los trenes clásicos de Lionel y de American Flyer
La era MPC es a menudo ridiculizada, especialmente por los fanes de los productos Lionel de producción reciente y por los fanes de la era de Lionel Corporation de posguerra. A menudo denominan a MPC como un acrónimo de "Mostly Plastic Crap" (principalmente plástico de mierda), debido al plástico endeble y de baja calidad usado en esa época. MPC tiene un pequeño grupo de seguidores debido a la calidad de los gráficos y la variedad de esquemas en los vagones y locomotoras. Otros son atraídos por su bajo precio y por la facilidad para conseguir trenes y accesorios de MPC, a menudo con poco uso, en su embalaje original.